# Toimi Alatalo
Toimi Alatalo (n. 4 aprilie 1929, Savitaipale, Vyborg Governorate⁠(d), Imperiul Rus – d. 28 aprilie 2014, Savitaipale, Carelia de Sud, Finlanda) a fost un schior de fond ce a reprezentat Finlanda, medaliat olimpic. A participat la o ediție a Jocurilor Olimpice (1960) în care a câștigat o medalie de aur.

## Participări
Lista de mai jos prezintă principalele competiții la care a participat Toimi Alatalo de-a lungul carierei.
- cross-country skiing at the 1960 Winter Olympics – men's 4 × 10 kilometre relay[*]